# John Barclay
John Barclay (Pont-à-Mousson, 28 de janeiro de 1582 – Roma, 15 de agosto de 1621) foi um escritor, satírico e poeta neolatino escocês.

## Biografia
Ele nasceu em Pont-à-Mousson, Lorena, França, onde seu pai escocês, William Barclay, ocupava a cadeira de direito civil. Sua mãe era francesa de boa família. Sua educação inicial foi obtida no colégio jesuíta em Pont-à-Mousson. Enquanto viveu lá, aos dezenove anos, escreveu um comentário sobre o poema épico Tebaida de Estácio.
Os jesuítas esforçaram-se por induzi-lo a entrar para a sua ordem; mas seu pai recusou-se a dar seu consentimento e o levou para a Inglaterra em 1603. Barclay persistentemente manteve sua nacionalidade escocesa em seus arredores franceses e provavelmente encontrou na ascensão de Jaime VI da Escócia e I de Inglaterra uma oportunidade que não deixaria escapar. No início de 1604, o jovem Barclay presenteou Jaime com um panegírico poético em latim, "Kalendae Januariae", e depois dedicou a ele a primeira parte de seu Euphormionis Satyricon (Euphormionis Lusinini Satyricon) contra os jesuítas. Retornou à França em 1605, quando uma segunda edição desse livro apareceu em Paris, tendo passado algum tempo em Angers. Era casado com uma francesa, Louise Debonaire. Barclay e sua esposa voltaram a Londres em 1606, e lá publicaram seu Sylvae, uma coleção de poemas latinos. Em 1607, a segunda parte do Satyricon apareceu em Paris. Em 1616 ele foi para Roma, por algum motivo inexplicável, e residiu lá até sua morte em 15 de agosto de 1621, aos 39 anos.
Sua partida da Inglaterra pode ter sido motivada pela ameaça de que seus filhos seriam criados como protestantes, já que haviam nascido na Inglaterra. Para o católico Barclay, isso era inaceitável. Além disso, ele poderia estar procurando um patrono mais generoso do que o um tanto parcimonioso Rei Jaime. Na verdade, Barclay recebeu uma pensão de cerca de 150 libras do Papa. Escreveu seu romance principal, Argenis, em Roma e, de acordo com seus contemporâneos, dedicou-se à jardinagem. Foi membro de várias sociedades eruditas e literárias em Roma, incluindo a Academia Nacional dos Linces. Sua esposa sobreviveu a ele e morreu em 1652. Um filho se tornou bispo de Toul na França e viveu até 1673.

## Obras
Em 1609, Barclay editou o De Potestate Papae, um tratado antipapal de seu pai, que morrera no ano anterior. Em 1611, publicou uma Apologia ou "terceira parte" do Satyricon, em resposta aos ataques dos jesuítas. A chamada "quarta parte", com o título de Ícone Animorum, descrevendo o caráter e os modos das nações europeias, surgiu em 1614.
Ele parece ter tido melhores relações com a Igreja e notavelmente com Roberto Belarmino, pois em 1617 publicou, de uma prensa móvel em Roma, um Paraenesis ad Sectarios, um ataque à posição do protestantismo. Edições posteriores foram publicadas em Colônia. O esforço literário de seus últimos anos foi sua obra mais conhecida, Argenis, um romance político, que se assemelha em certos aspectos à Arcádia de Philip Sidney e à Utopia de Thomas More. O livro foi concluído cerca de duas semanas antes de sua morte, que teria sido acelerada por veneno. O romance foi impresso em Paris no mesmo ano.